# 社會文化進化論

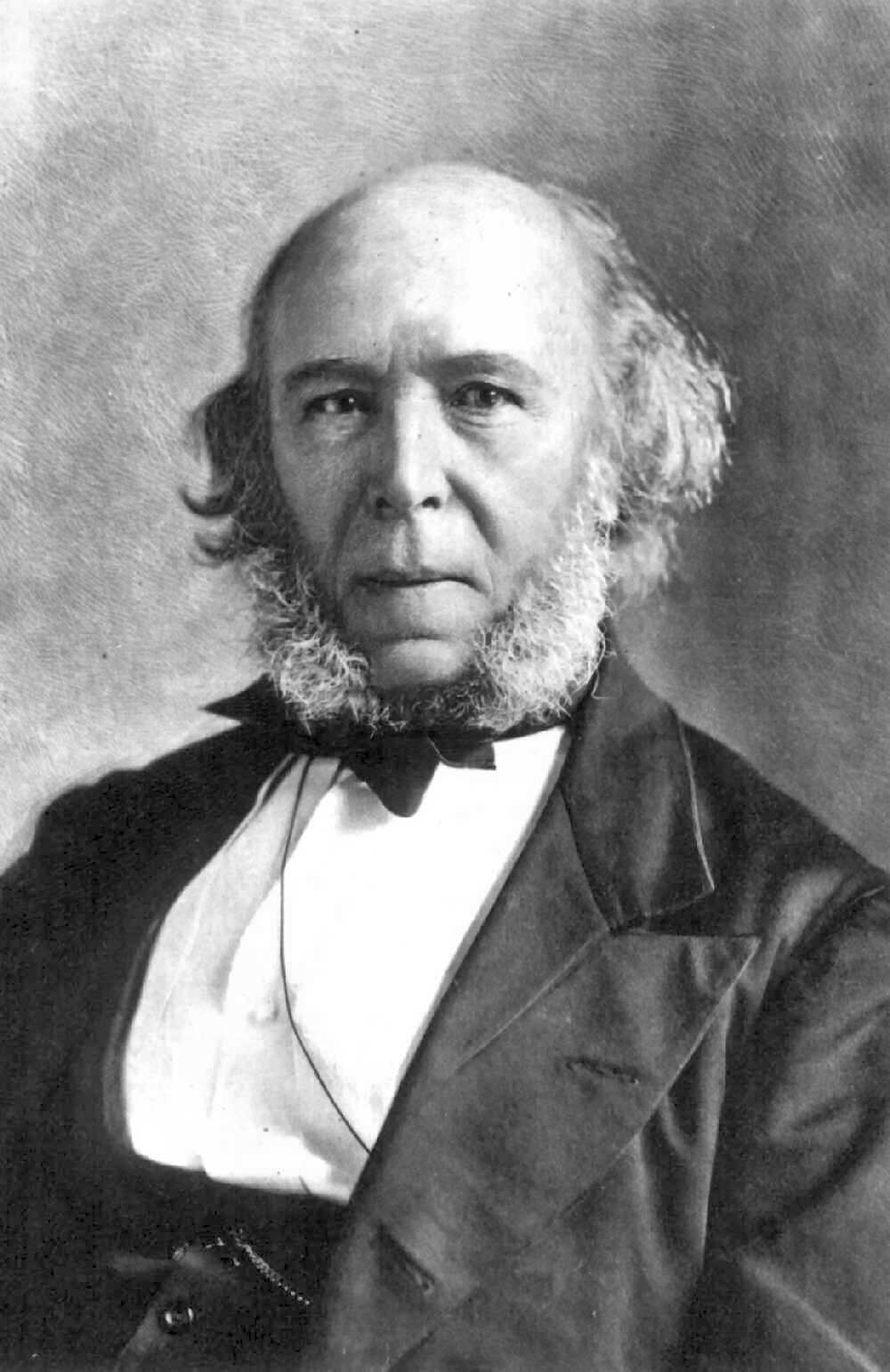
建立社會文化進化論的赫伯特·斯宾塞。他提出「（最）適者生存」並將之應用在社會學和經濟學中。

社會文化進化論（英語：Sociocultural evolution），由赫伯特·斯宾塞建立，認為人類社會由固定的方式從「原始」發展到「進步」，並且世界各地的不同人種和社會分別發展到不同的階段，歐洲人最進步，遊獵採集部落最原始。路易斯·亨利·摩爾根進一步將社會進步和科技進步結合，認為科技、家庭結構、資產、社會結構、政治體制、和知識進展都是彼此相連的。
在二十世記初，人類學家法蘭茲·鮑亞士透過詳盡的跨文化比較，用實證資料推翻了此學說。然而其中社會文明朝單一方向進步的觀點、對科技的強調、以及將文明發展區分成不同階段的作法，仍影響了後來的許多思想，包括社會達爾文主義、納粹優生學、马克思主义、列寧主義、工業黨、現代化理論等等。現代觀點認為社會文化進化論是用科學包裝的種族主義或民族中心主義。
二十世記後葉發展出的文化演化時常被與之搞混，兩套理論的名稱也未完全區別，但兩者是不同的概念。

## 發展背景

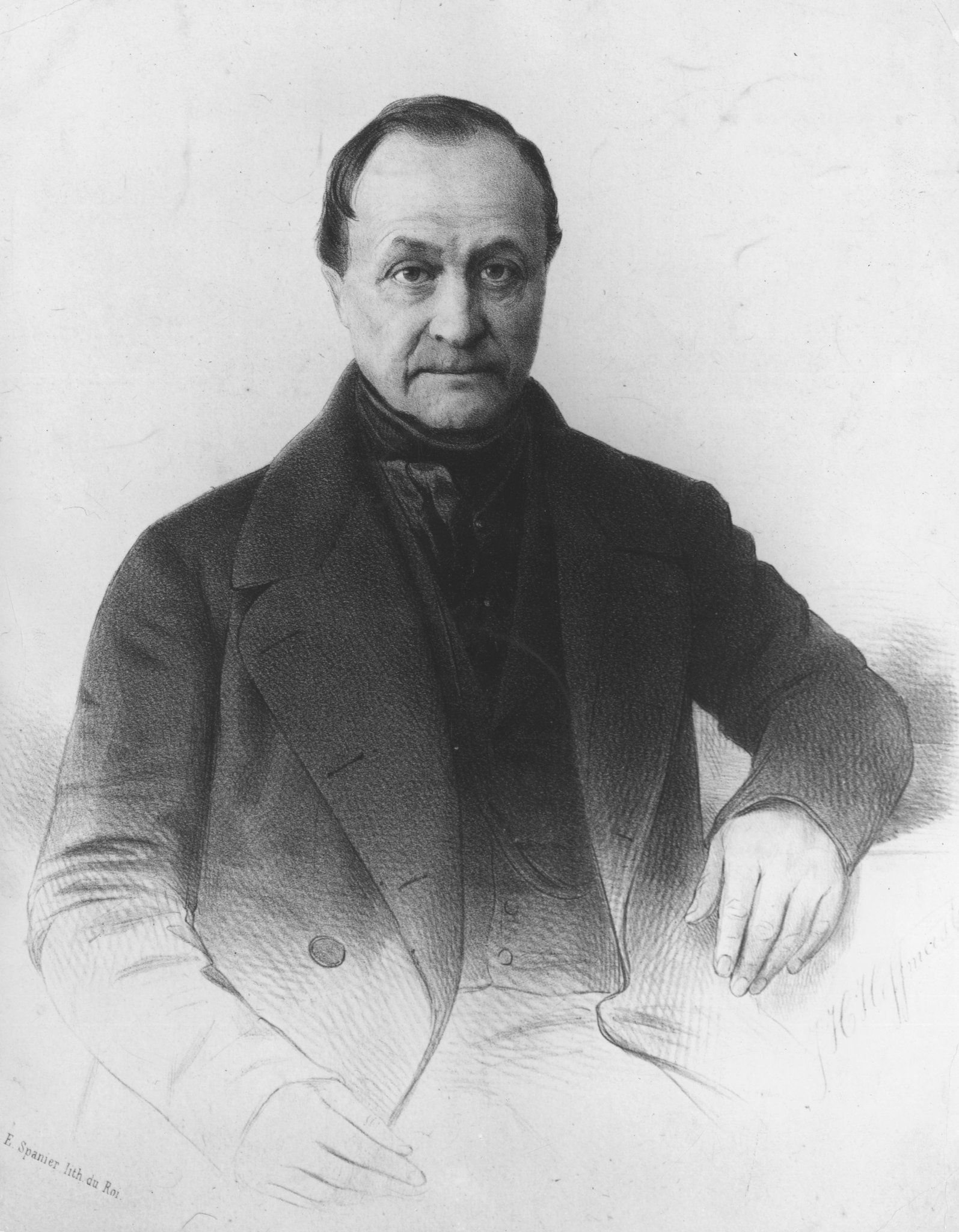
社會學之父奧古斯特·孔德（1798 年~1857 年）。

在歐洲，社會進化的觀點其來已久，古希臘的亞里斯多德即認為文化會從最初的不成熟形態發展到最終的成熟形態，文藝復興時期的蒙田也提及社會隨時間的演變。一直到近代以前，西方思想家大多認為文化的演變是單向的，隨時間進步；所有的社會和文化發展都遵循同一條路徑，並且可以進步的程度的區分出階段。這在人類學和社會學中稱為單線學說（unilinear theory），在史學史中則稱為階段論（stadial history），屬於一種推測歷史（conjectural history）。
單線學說在啟蒙時代相當流行，許多思想家試圖找出人類歷史發展的通則，霍布斯認為原住民文化沒有技藝、文字和社會，面對生命是孤獨、窮苦、骯髒、野蠻的。當代的學者認為所有的好東西都是從這種低下的狀態逐漸發展出來的。在 18 世紀的蘇格蘭啟蒙運動產生了對單線學說很重要的思想。許多蘇格蘭思想家試圖理解當地的發展和1707年聯合法令促成的對英貿易之間的關係。他們將觀察到的現象理解為蘇格蘭自農業社會轉變為商業社會，其中亞當·福格森、約翰·米拉John Millar、和亞當·史密斯主張所有的社會都經歷四個階斷：游獵採集、畜牧和遊牧、農業、以及最終的商業。其他地方也在這個時期發展了關於社會進步的哲學思想，例如黑格爾視社會發展為必然的過程，從原始的自然狀態一路發展成類似工業化歐洲的社會。這些思想影響了法國的克洛德·阿德里安·愛爾維修、聖西門、孔多塞、孔德等人。孔多塞將社會的進展區分出十個階段，每一階段有不同的人權，每一步都讓人類更接近完美。孔德首先建立了一套完整的觀點來看待社會進展，建立了社會學。他提出三階段定律：人類最初是神學階段，用超自然力量解釋自然，之後會進入形上學階段，用抽象觀念來解釋自然，最後進入實證階段，一切都是以事物之間的互動關係來解釋，孔德認為最終這個重視科學的社會是最高級的社會。
單線學說的發展也和當時的歐洲政治經濟環境有關。帝國主義讓歐洲的學者知道到世界上有許多社會和西方文明不同，而對社會的本質提出許多疑問。除此之外，殖民母國為了管理殖民地也必須了解當地的風土民情。歐洲人便用單線學說這套系統來消化這些新知識，並從中找到理由支持他們在政治和經濟上佔據的優勢：他們認為西方文明是社會從野蠻的狀態一步步向前進步所得到的結果，被殖民者因為發展得比較慢而處在落後狀態。這種想法在啟蒙時代非常流行，包括伏爾泰也支持這種觀點。另一個影響是工業革命和資本主義的興起讓生產方式不斷改革並大幅改變了歐洲社會。單線學說反映的是認為這些變革都是進步的觀點。這些改變，包括法國大革命和美國憲法等政治變革中產生的民主制度，也促使歐洲哲學家去思考社會的本質。

## 核心內容
在孔德等人的影響下，史賓賽試圖用科學化的方法研究社會（而不是推測歷史），史賓賽主張人類文化是從未分化的部落（hordes）進步到有階級的文明，人類本身也隨之發展得更為複雜；這過程是根基於知識和文明的持續累積，讓現代科學區分出不同的學門並建立文化規範。史賓賽也認為社會進化的方向是朝向更高的個人自由，他反對政府干預經濟，並依據社會的內部管理區分兩個發展階段：他稱為「軍事社會」和「工業社會」，前者比較原始、目標是征服和防衛、特徵有中央化、經濟自主、集體主義、使用強迫的手段、並且鼓勵服從，後者比較進步、目標是生產和貿易、特徵有去中央化、和其他社會有經濟互動、人們自願合作、重視個人的獨立性、鼓勵積極主動和創新的行為。這派理論在十九世記成為人類學和社會評論的主流思想，特別是影響了美國鍍金時代的學者，如愛德華·伯內特·泰勒、倫納德·特里勞尼·霍布豪斯、萊斯特·法蘭克·沃德、和路易斯·亨利·摩爾根等人。
1859年達爾文出版《物種原始》，1871年出版《人類的由來》，用生物演化的角度來探究人類的社會文化。他主張風俗和「遺傳的習慣」都是源自人類天生具備的學習語言的能力，並對人類的演化有貢獻。同時期哈潑雜誌中就用演化論來理解語言的演變，說：「基於達爾文的天擇原理，短的詞比長的詞有優勢、直接的表達方式比間接的有優勢、有精準意義的詞比模糊的有優勢、地區性的俗語在各處都處劣勢。」
達爾文的理論進一步影響史賓賽，他將社會看作一個個生物體，會成長、隨時間增加複雜度、產生秩序性、專精化，並從演化生物中引進變異、天擇、遺傳等概念來解釋社會的進步。「適者生存」這句話就是史賓賽所提出，後來被達爾文用在第五版的《物種原始》作為天擇的同義詞（原文是「最適者生存」，但中文已固定翻譯為「適者生存」）。史賓賽的理論也比達爾文更早發表，兩人的理論都認為社會的進步源自個體之間的競爭，這導致達爾文的理論一發表就造成許多人支持社會文化進化論。

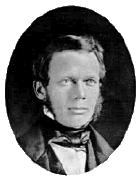
路易斯·亨利·摩爾根的著作讓社會文化進化論在 19 世紀人類學界佔據主流地位

路易斯·亨利·摩爾根在《古代社會》中依據科技的進展將人類社會的進展區分為七個階段：低、中、高級的蠻荒（Savagery）、低、中、高級的野蠻（Barbarism）、以及文明。摩爾根將社會進步和科技進步連結起來，認為社會進步都是源自科技進步，這種想法後來影響了恩格斯和馬克斯。摩爾根並拿世界各地的文化作為各個階段的例子，不過他沒有給出低級蠻荒的例子，因為他認為當時已經少有文化還停留在低級蠻荒的階段。在當時摩爾根的學說受到高度推崇，許多人類學研究都是從這套學說延伸出來。

## 新演化主義
新演化主義是1930~1960年間社會文化進化論在美國人類學界的持續發展。新演化主義拋棄決定論的立場，而是採用機率，主張偶發事件和自由意志會大幅影響社會演化。新演化主義也使用架空歷史（counterfactual history），假想社會發展的各種不同的可能路線，以此論證不同社會可能走上不同的路徑，有時甚至跳過某些其他社會有經歷過的階段。然而新演化主義仍認為演化是有目的的單向發展，與達爾文演化論的隨機突變和適應並不相同。
萊斯利·懷特、朱利安·史都華、馬歇爾·薩林斯、以及埃爾曼·塞維奇（Elman R. Service）等美國人類學家繼續推行單線或是單向進化的想法，但他們開始大量採用考古學、古生物學以及史學的證據，並排除任何價值判斷，不管是源自倫理學還是特定文化背景，只做客觀的描述。戈登·柴爾德提出了史前文化由非洲和亞洲傳入歐洲的全面證據，他挖掘出亞洲和非洲的本土遺跡，並證明這些器物背後的科技曾傳入歐洲。柴爾德猜想各個文化在不同的環境下會用不同的方法來面對各自的需求，通常只有當兩個文化接觸時，才會因文化交流而發展出類似的適應方式。這反駁史賓賽認為各個文化是獨立依相同路徑演化的觀點，也反駁了西歐文明比較進步的觀點。
萊斯利·懷特認為不同的文化能使用的能量多寡有所不同，而一個社會可以應用的能量越高，就能產生越複雜的分化；可以應用的能量多寡則主要受限於科技，所以社會系統是由科技決定。他將能量使用區分為五個階段：肌肉、獸力、植物（農業）、化石燃料、以及核能。這和後來蘇聯天文學家發展出來的卡爾達肖夫指數類似。類似於單線學說，懷特試圖以此建立一套可以描述所有文化的發展史。
朱利安·史都華首先發展出多線演化，認為社會會適應各自的環境，於是比較各個社會使用哪些自然資源、用什麼科技來開發這些資源、以及人力的組織。他進一步主張因為不同的環境和科技會引發不同的適應，加上政治、意識型態和宗教的影響，文化也會因此有所不同；換句話說，文化的改變不是因為某種內在的特質，而是因為外在的環境。他質疑單線學說用一套過程描述全人類的演進，但也不認為人類學只能建立在文化顆粒主義一次只描述一個文化。他認為可以建立理論來描述某些時代或某類地區的文化。格哈特·藍思其進一步發展懷特的理論。他同樣認為科技是推動社會演變的最重要的因子，但是他看重的不是科技如何使用能量，而是科技可以處理多少資訊。一個社會有越多資訊（別特是關於如何改變環境的資訊），這個社會越發展程度越高。他因此將人類的發展分出四個階斷：用基因來傳播資訊、能夠用後天的經驗來學習、用跡象來推論、以及用語言和文字來傳播訊息。因此他認為是通訊科技的發展推動政治、經濟、社會和各個層面的進展。
有別於單線學說，多線學說認為文化發展的階段並不是固定的，而是有許多不同的長度和形式，沒有現代和原始的區分，也沒有所謂的「社會進步」；相較於文化顆粒主義，雖然多線學說同意個別文化的演變過程不盡相同，然而，多線學說仍認為文化有特定的發展方向。
馬歇爾·薩林斯和埃爾曼·塞維奇將社會分為「通用」（general）和「專精」（specific）的，整體來說文化和社會系統是從通用朝向專精來發展，但是因為文化之間的互動，許多文化特徵（包括科技）會以不同的排列組合傳播到別的文化中，造成不同的發展史。
塔爾科特·帕森斯提出AGIL模式（AGIL paradigm）將文化演化細分出四個步驟：首先系統會先分工出許多子系統，各個子系統會適應各別的工作目標，然後各個系統之間的差異會需要統整，於是為了達成這個統整的需求而建立模式維持的機制。藉由這個框架帕森斯指出文化統整會社會中有某些文化價值，而產生追求這些價值的內在需求，有別於適應環境的外在需求。帕森斯強調這些內在需求的影響力可能大過外在需求。

## 影響
受到社會文化進化論的影響，許多早期的人類學和社會學理論都有單線進化或階段論的想法。

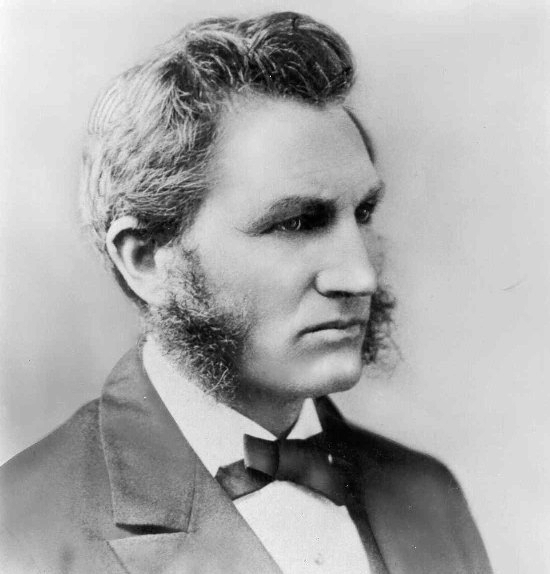
萊斯特·法蘭克·沃德有時被稱為美國社會學之父

萊斯特·法蘭克·沃德（Lester Frank Ward）雖然反對史賓賽自由放任的右派觀點，但也認為演化可以分成四個階段：首先宇宙誕生並演化，然後生物出現並演化，然後「人」因為生物以及意識層面的演化而出現，最後有了社會，並學會用演化的力量來推動進展，達成人類的快樂和自我實現。沃德雖然支持進步和原始的區分，但反對白人至上的觀點，而支持出非洲說，認為所有的人種和社會階級都有一樣的能力。他也認為社會學是最複雜的學門，有許多主題仍待研究，因此他不支持諸如優生學或馬克斯主義試圖改變社會結構的想法。沃德認為社會不是只能進步，也可能退化。沃德也強調人類的情感會自行建立目標並圖達成目標（最有效的是透過現代科學），這和沒有目標的生物演化不同：動植物只能適應自然，人類則會改變自然。有別於史賓賽認為競爭對社會的進步有利，沃德認為競爭會造成破壞，而人類的組織、傳統和法律正是用來控制競爭和其他對人有害的力量。不過沃德和史賓賽對威權政府的觀點是一致的，都認為會壓抑個人的才華，而現代民主社會則降低宗教的力量並推展科學，故能讓每個人完全發揮各自的潛力追求快樂。沃德的觀點後來影響了美國的社會自由主義。

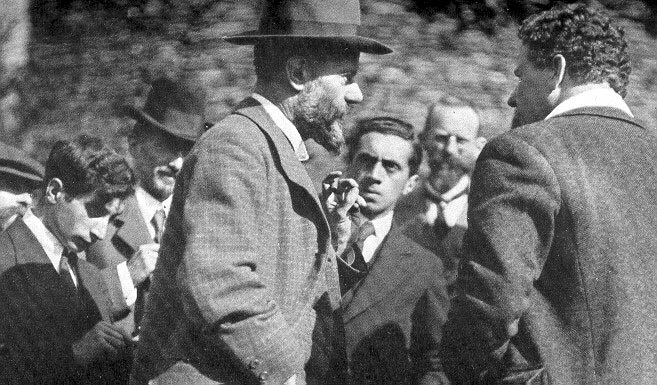
馬克斯·韋伯，1917 年

韋伯通常不被視為社會文化進化論的一員，但是他的「三種統治分類」也帶有社會進化的特徵。他將統治方式分為魅力型權威、傳統型權威和法理型權威，並主張法理型權威是最先進的，社會會朝此方向演進。
馬克斯也認為社會沿單線發展，並且受摩爾根的影響，提出以生產工具為核心的唯物史觀。他是否有階段進化的想法仍有爭論，然而蘇聯解讀的聯共（布）黨史簡明教程明確建立了五階段論，認為人類歷史可以區分成原始社會、奴隸社會、封建社會、資本主義社會、以及最後達到的共產主義社會。此論述曾在中國大陸作為歷史教材的基本架構。
19 世紀最終發展出三大社會學學派：
- 社會文化進化論：認為社會是從「原始」邁向「進步」。
- 社會週期論（social cycle theory）：認為社會會不斷重複經歷相同的過程。
- 馬克斯的唯物史觀：認為生產工具的進步是推動社會進步的根源。

三者都認為人類的歷史是沿著某條固定的路徑發展，過去的事件會「造成」現在及未來的事件，所以透過研究事件的前後因果關係，可以在歷史中找到定律。

### 現代化和社會轉型
現代化理論發展於去殖民化盛行的 1950 至 60 年代，由社會文化進化論發展出來，結合許多實證研究和經驗，和依賴理論以及發展理論有關。此理論認為發展的方向是從「傳統社會」進步到「已開發社會」；西方國家發展程度最高，其他國家（特別是第三世界國家）比較落後，但最終會達到相同的發展程度；在發展的過程中是可以經由社會工學（Social engineering）來引導的。對於如何達成現代化，有許多不同的見解。例如羅斯托專注在經濟上，大衛·阿普特爾（David Apter）專注在政治體系上，認為民主以及政府的有效治理非常重要，大衛·麥克利蘭從心理學的角度切入，認為社會必須重視創新和企業自由。
有研究認為文化演化的過程類似生物演化的間斷平衡模型，也就是說文化在大多數時間都保持穩定，不會有太大的變動，但在特定的轉型時期會一次發生大幅度的改變，進入另一個穩定狀態，其中的各個穩定時期就類似於階斷論的各種分類，人類社會可以因此區分為動物社會、部落社會、農奴社會、以及現在正在轉入的工業社會。推動各個轉變的重要因子是食物產量，穩定社會的食物產量變化有限，但在轉型時期產量會增加。

## 政治哲學及應用
在學術領域之外，社會文化進化論也影響了納粹、優生學、社會達爾文主義等政治主張。
在冷戰時期，美國和蘇聯都自認為是最進步的文化。蘇聯以唯物史觀為基礎，認為他們的社會主義文化源自階級鬥爭，最終會達成共產主義；美國的社會學家（例如塔爾科特·帕森斯）則主張美國的自由和繁榮證明他們在社會文化演化的過程中到達了比較高的階段。同時間，自殖民母國獨立的新興國家則追求往工業化的方向進步，是為一種社會文化演化的史觀。
同時間也有一套源自盧梭和韋伯的歐洲傳統與上述單線進步的觀點相抗，認為在進步的同時，人們也失去自由和尊嚴。在冷戰的高潮，這套傳統和生態學結合，促成了 1960 年代的社會運動。許多強調社會和環境之間的和諧的政治哲學就是源自這些社會運動。
有些政治運動或信仰試圖用文化演化來建立可以和自然生態和諧共存的社會。新部落主義刻意模仿原住民的生活方式，但結合現代科學。生態區主義（bioregionalism）認為生態區決定了生活方式和文化，而試圖將各個社會的邊界重新劃分在的邊界，讓社會在各自的生態環境中適應不同的資源限制，用自然資本（natural capital）會限制過度開發，用類似天擇的機制達成永續發展。蓋亞主義（Gaianism）認為地球上的每個群體，包括人類社會，都依某個既定的方向演化，來達成它們在生態圈中該有特定功能，若沒達成這個目標最終就會滅絕。反對這類作法的人指出許多原住民也曾造成嚴重的環境破壞（例如復活節島的森林破壞和北美洲的長毛象滅絕），並認為這些想法源自歐洲人對原住民的高貴野蠻人刻板印象。

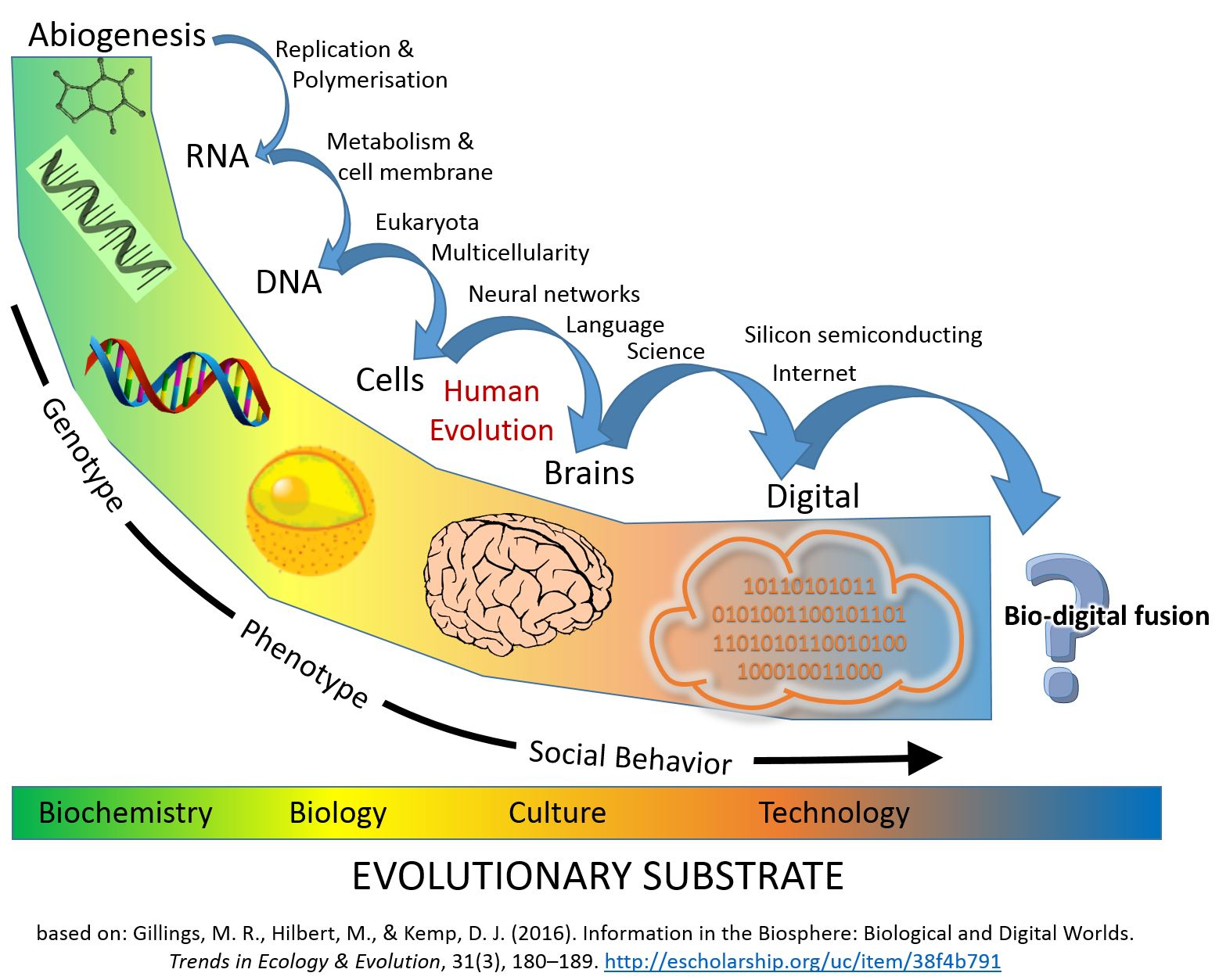
資訊和複製器的演化歷史

超人類主義者認為社會文化進化的下一步是和科技結合。在人類演化的歷史上，有6~9個重要演化階段（major transitions in evolution）改變了資訊儲存的方式，包括自我複製的RNA、有性生殖、多細胞生物、社會性、語言。資訊科技或許是整個演化過程的下一步，把原本存在DNA和語言中的資訊轉移成數位格式。換句話說，碳基生物圈製造出人類，人類有能力製造電腦來改變資訊儲存和運行的方式。

## 遺棄
社會文化演化理論在 19 世紀末至 20 世紀初遭到廣泛的批評，單線學說假設美國和西歐文化才算是文明，西方文化比其他文化更進步，許多人認為這是種族主義，是用西歐文明以及物質文明的觀點在評斷其他文化。批判理論主張所謂社會進化的觀點只是當權者的藉口。在兩次世界大戰過程中上百萬人的死亡、種族屠殺、以及各種建設破壞，也讓歐洲人懷疑起所謂的進步。德國人類學家法蘭茲·鮑亞士推動文化特殊主義（Cultural particularism）。在文化特殊主義認為不同文化是完全獨立的整體，只能被單獨研究，不能互相比較。鮑亞士和他的門生，包括阿爾弗雷德·路易斯·克魯伯、露絲·潘乃德、以及瑪格麗特·米德將人類學的研究重心放在收集個別文化的歷史演變和發展的方式和證據，而不是試圖尋找通則。
經過詳細的民族誌及實證調查，他們指出史賓賽、泰勒和摩爾根等人的觀點大多只是臆測，尤其是階段論。他們指出所謂的原始社會和其他當代社會都有一樣長的歷史，一樣的進步程度，否定原始和進步的區分。除此之外，單線學說假設每個文化都是單獨發展的，但事實上許多文化特徵會在不同社會間傳播，而且這些傳播是推動文化改變的動要因素。
因為上述影響，大約在第一次世界大戰前後，社會科學界排斥使用生物學的概念或類比。光是說出「進化」一詞就可能嚴重影響學術聲望。同時期的生物學界再次發現了孟德爾的研究，造成天擇演化的學術地位暫時被突變論取代，進一步讓學術界認為進化論不科學。雖然在生物學界，天擇演化的地位很快地就在1936~1947年間由休厄爾·賴特等人透過現代演化綜論復興，但文化演化的概念則至1960年代之後才由萊斯利·懷特、朱利安·史都華、唐納德·T·坎貝爾等人重建。這套新的理論和原先的社會文化進化論的共通點只有名稱類似，以及同樣受達爾文影響，其餘概念完全不同。